# Campeonato Mundial de Piragüismo de Estilo Libre de 2017
El VI Campeonato Mundial de Piragüismo de Estilo Libre se celebró en el San Juan (Argentina) en 2017 bajo la organización de la Federación Internacional de Piragüismo (ICF).

## Resultados

### Masculino
| Evento | Oro                         | Plata                       | Bronce                           |
| ------ | --------------------------- | --------------------------- | -------------------------------- |
| C1     | Dane Jackson Estados Unidos | Sébastien Devred Francia    | Lukáš Červinka · República Checa |
| K1     | Joaquím Fontané · España    | Dane Jackson Estados Unidos | Sébastien Devred Francia         |

### Femenino
| Evento | Oro                       | Plata                    | Bronce              |
| ------ | ------------------------- | ------------------------ | ------------------- |
| K1     | Claire O'Hara Reino Unido | Marlène Devillez Francia | Hitomi Takatu Japón |

## Medallero
| Núm. | País            | Oro | Plata | Bronce | Total |
| ---- | --------------- | --- | ----- | ------ | ----- |
| 1    | Estados Unidos  | 1   | 1     | 0      | 2     |
| 2    | España          | 1   | 0     | 0      | 1     |
| 2    | Reino Unido     | 1   | 0     | 0      | 1     |
| 4    | Francia         | 0   | 2     | 1      | 3     |
| 5    | Japón           | 0   | 0     | 1      | 1     |
| 5    | República Checa | 0   | 0     | 1      | 1     |
|      | TOTAL           | 3   | 3     | 3      | 9     |